# Championnats du monde de gymnastique rythmique 2003
Les XXVI Championnats du monde de gymnastique rythmique se sont tenus à Budapest du 24 au 29 septembre 2003.

## Individuel

### Concours général par équipe
| Rang | Équipe      |        |        |        |        | Total             |
| ---- | ----------- | ------ | ------ | ------ | ------ | ----------------- |
| 1    | Russie      | 72.225 | 79.675 | 75.800 | 75.075 | 255.600 (302.775) |
| 2    | Ukraine     | 71.050 | 75.225 | 73.025 | 72.525 | 246.350 (291.825) |
| 3    | Biélorussie | 69.075 | 74.975 | 69.750 | 69.725 | 240.875 (283.525) |

### Concours général individuel
| Rang | Nation | Nom             |        |        |        |        | Total   |
| ---- | ------ | --------------- | ------ | ------ | ------ | ------ | ------- |
| 1    |        | Alina Kabaeva   | 26.400 | 26.300 | 26.875 | 26.900 | 106.475 |
| 2    |        | Anna Bessonova  | 27.150 | 26.025 | 26.600 | 26.375 | 106.150 |
| 3    |        | Irina Tchachina | 26.600 | 26.175 | 27.025 | 25.975 | 105.775 |

### Cerceau
| Rang | Nation | Nom                | Points |
| ---- | ------ | ------------------ | ------ |
| 1    |        | Anna Bessonova     | 26.375 |
| 2    |        | Alina Kabaeva      | 25.900 |
| 3    |        | Irina Tchachina    | 25.200 |
| 4    |        | Aliya Yusupova     | 24.250 |
| 5    |        | Elizabeth Paysieva | 24.200 |
| 6    |        | Inna Zhukova       | 24.050 |
| 7    |        | Mary Sanders       | 23.475 |
| 8    |        | Stergiani Pantazi  | 23.325 |

### Ballon
| Rang | Nation | Nom              | Points |
| ---- | ------ | ---------------- | ------ |
| 1    |        | Alina Kabaeva    | 26.675 |
| 2    |        | Anna Bessonova   | 26.550 |
| 3    |        | Inna Zhukova     | 25.875 |
| 4    |        | Tamara Yerofeeva | 25.700 |
| 5    |        | Irina Tchachina  | 25.625 |
| 6    |        | Aliya Yusupova   | 25.325 |
| 7    |        | Eléni Andrióla   | 23.675 |
| 8    |        | Dinara Gimatova  | 23.525 |

### Massues
| Rang | Nation | Nom                  | Points |
| ---- | ------ | -------------------- | ------ |
| 1    |        | Anna Bessonova       | 27.225 |
| 2    |        | Irina Tchachina      | 27.000 |
| 3    |        | Alina Kabaeva        | 26.475 |
| 4    |        | Inna Zhukova         | 25.550 |
| 5    |        | Aliya Yusupova       | 24.725 |
| 6    |        | Eléni Andrióla       | 23.950 |
| 7    |        | Mary Sanders         | 23.775 |
| 8    |        | Almudena Cid Tostado | 23.650 |

### Ruban
| Rang | Nation | Nom                | Points |
| ---- | ------ | ------------------ | ------ |
| 1    |        | Alina Kabaeva      | 26.525 |
| 2    |        | Anna Bessonova     | 26.375 |
| 3    |        | Elizabeth Paysieva | 24.225 |
| 4    |        | Irina Tchachina    | 23.825 |
| 5    |        | Inna Zhukova       | 23.725 |
| 6    |        | Svetlana Rudalova  | 22.800 |
| 7    |        | Eléni Andrióla     | 22.000 |
| 8    |        | Laura Zacchilli    | 21.600 |

## Groupes

### Concours général
| Rang | Nation      | Points |
| ---- | ----------- | ------ |
| 1    | Russie      | 50.325 |
| 2    | Bulgarie    | 50.175 |
| 3    | Biélorussie | 46.450 |
| 4    | Italie      | 46.450 |
| 5    | Ukraine     | 45.625 |
| 6    | Espagne     | 45.150 |
| 7    | Chine       | 44.150 |
| 8    | Grèce       | 42.675 |

### 5 rubans
| Rang | Nation      | Points |
| ---- | ----------- | ------ |
| 1    | Russie      | 25.200 |
| 2    | Bulgarie    | 24.950 |
| 3    | Italie      | 23.550 |
| 4    | Chine       | 22.950 |
| 5    | Biélorussie | 22.650 |
| 6    | Espagne     | 22.250 |
| 7    | Grèce       | 21.500 |
| 8    | Ukraine     | 20.800 |

### 2 ballons + 3 cerceaux
| Rang | Nation      | Points |
| ---- | ----------- | ------ |
| 1    | Russie      | 25.275 |
| 2    | Bulgarie    | 25.200 |
| 3    | Italie      | 24.700 |
| 4    | Ukraine     | 23.500 |
| 5    | Biélorussie | 23.375 |
| 6    | Grèce       | 21.975 |
| 7    | Espagne     | 21.800 |
| 8    | Pologne     | 20.200 |